# Автошлях Т 0510
Автошля́х Т 0510 — автомобільний шлях територіального значення у Донецькій області. Пролягає територією Сніжнянської міськради та Шахтарського району через Сніжне — Маринівку на Куйбишево. Загальна довжина — 16,4 км.

## Маршрут
Автошлях проходить через такі населені пункти:
| Автошлях Т 0510         |     |
| Донецька область        |     |
| Сніжнянська міська рада |     |
| Сніжне                  | Н21 |
| Первомайське            |     |
| Шахтарський район       |     |
| Маринівка               |     |